# Rechtswissenschaftliche Fakultät der Universität Belgrad

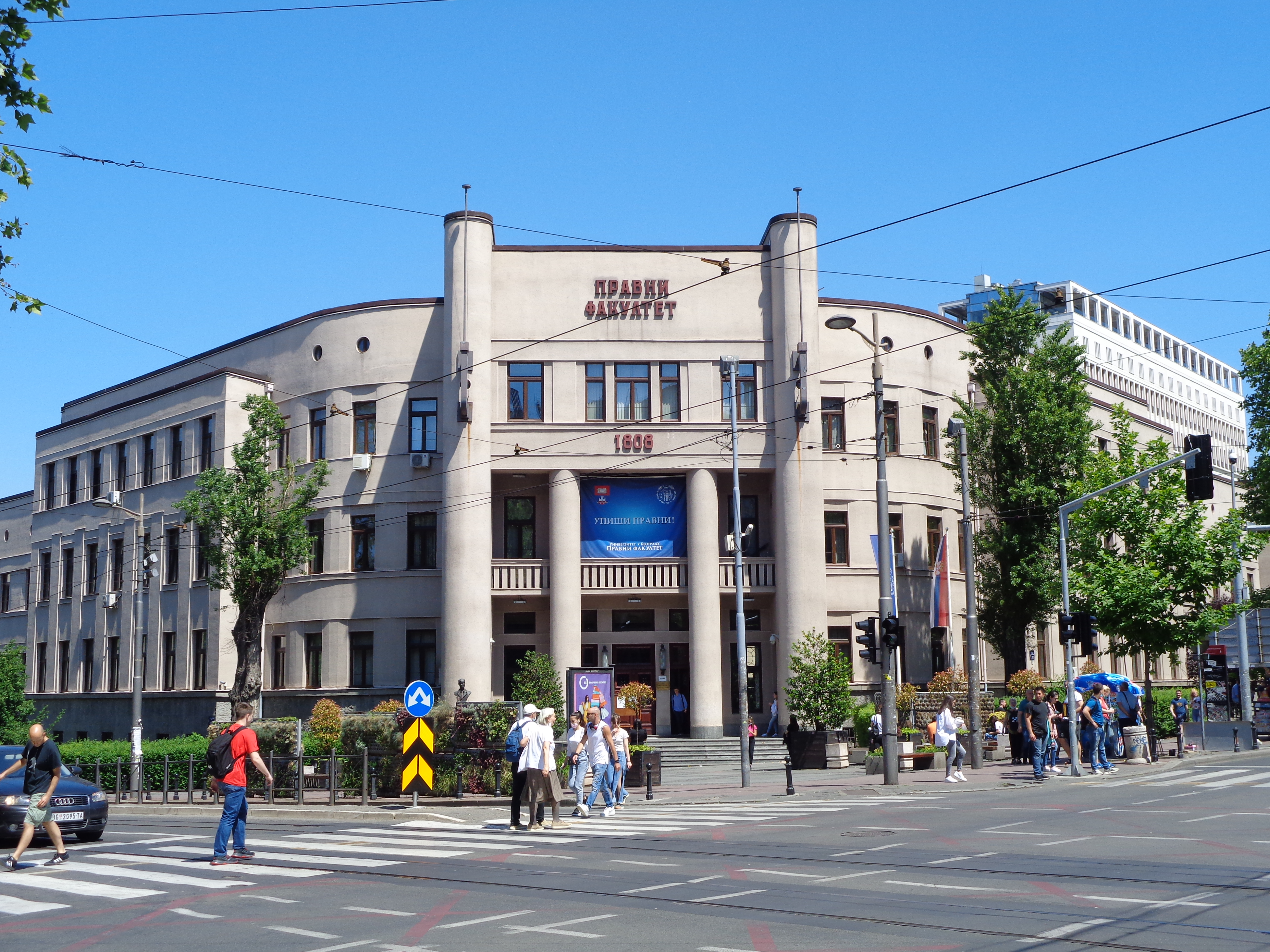
Das Gebäude der Rechtswissenschaftlichen Fakultät

Die Rechtswissenschaftliche Fakultät der Universität Belgrad (Serbisch: Правни факултет Универзитета у Београду) ist die größte Institution für rechtswissenschaftliche Forschung und Lehre in Serbien und Südosteuropa.  Sie entstand im Jahre 1808, als die "Belgrader Große Schule". Hauptaufgabe der Rechtswissenschaftlichen Fakultät ist in der Ausbildung des juristischen Nachwuchses für Wirtschaft und Gesellschaft. Mit 8.000 Studierenden ist der Studiengang Rechtswissenschaften heute der mit Abstand größte Studiengang in Südosteuropa. Die Fakultät ist konsequenter Vorreiter in der Reform der juristischen Ausbildung und setzt bereits seit Jahren die Vorgaben des Bologna-Prozesses um. An der Fakultät bestehen im Zusammenhang mit den einzelnen Lehrstühlen Institute und Forschungseinrichtungen. Viele Institute haben eine große Tradition.

## Alumni
- Dragoslav Avramović, serbischer Ökonom und Politiker (* 1919, † 2001)
- Mirko Božić, kroatischer Schriftsteller (* 1919, † 1995)
- Vuk Drašković, serbischer Schriftsteller und Außenminister von Serbien (2004–2007)
- Milovan Đilas, serbischer Politiker und sozialwissenschaftlicher Schriftsteller (* 1911, † 1995)
- Kiro Gligorov, erste Präsident der unabhängigen Republik Mazedonien (1991–1999)
- Aleksandar Hristov, mazedonischer Rechtswissenschaftler (* 1914, † 2000)
- Miroljub Jevtić, Universitätsprofessor an der Fakultät für Politikwissenschaft der Universität Belgrad (* 1955)
- Dragan Jočić, serbischer Politiker und serbischer Innenminister (2004–2008)
- Hasan Kikić, bosnischer Schriftsteller (* 1905, † 1942)
- Erih Koš, serbischer Schriftsteller aus Bosnien (* 1913)
- Vojislav Koštunica, Präsident Jugoslawiens (2000–2003) und Premierminister Serbiens (2004–2008)
- Laza Lazarević, serbischer Schriftsteller und Arzt (* 1851, † 1891)
- Dimitrije Ljotić, jugoslawischer Justizminister (1931–1931) und Gründer und Chefideologe der ZBOR (* 1891, † 1945)
- Ratko Marković, Professor für Rechtswissenschaft an der Universität Belgrad und Vize-Premierminister von Serbien (1994–2000)
- Slobodan Milošević, Präsident Serbiens (1989–1997), Präsident der Bundesrepublik Jugoslawien (1997–2000)
- Lazar Mojsov, mazedonischer Journalist, Politiker und Diplomat; Präsident der Generalversammlung der Vereinten Nationen (1977–1978)
- Branislav Nušić, serbischer Novellist und Dramatiker; Gründer der modernen Rhetorik in Serbien (* 1864, † 1938)
- Dušan Petrović, serbischer Politiker und Justizminister (2007–2008)
- Ivan Stambolić, Ministerpräsident (1978–1982) und Präsident des jugoslawischen Teilstaats Serbien (1985–1987)
- Borisav Stanković, serbischer Schriftsteller (* 1876, † 1927)
- Živko Topalović, Sozialist und Kritiker des Kommunismus; Gründer der Sozialistischen Partei Jugoslawiens (* 1886, † 1972)
- Danilo Türk, Staatspräsident Sloweniens (2007–2012)
- Filip Vujanović, Präsident der Republik Montenegro (2003–2018)